# Conacul Ponsă
Conacul Ponsă este un monument de arhitectură de importanță națională din orașul Glodeni, raionul omonim (Republica Moldova), construit la sfârșitul secolului al XIX-lea.
Actualmente, se află în stare nesatisfăcătoare; în incinta conacului se află biblioteca pentru copii din or.
Glodeni, anterior a fost secția de dermatovenerologie a spitalului raional.

## Vezi și
- Lista conacelor din Republica Moldova